# Microrregión de Caracaraí
La microrregión de Caracaraí es una de las microrregiones del estado brasilero de Roraima perteneciente a mesorregión del Sur de Roraima. Su población fue estimada en 2006 por el IBGE en 36.379 habitantes y está dividida en 3 municipios. Posee un área de 74.281,558 km².

## Municipios
- Caracaraí
- Iracema
- Mucajaí

- Datos: Q2045769